# Mali Air Transport
Mali Air Transport es una aerolínea charter con base en Bamako, Malí. Su principal base de operaciones es el Aeropuerto Internacional Senou.

## Flota
La flota de Malí Air Transport incluye los siguientes aviones (a mayo de 2008):
- 1 Boeing 727-200 (operado por el Gobierno de Malí)